# Alice's Little Parade
Alice's Little Parade é um curta-metragem de animação estadunidense de 1926, lançado como parte da série Alice Comedies.